# Rolf Feltscher
Rolf Günther Feltscher Martínez (Bülach, 6 ottobre 1990) è un calciatore svizzero naturalizzato venezuelano, difensore svincolato.

## Biografia
Ha un fratello più grande, Frank, anch'egli calciatore. Data la sua naturalizzazione, Feltscher possiede il passaporto venezuelano.

## Caratteristiche tecniche
Terzino destro, di buona gamba e forte fisicamente. Giocatore duttile tatticamente, può essere schierato come esterno destro o come difensore centrale, sebbene non sia una posizione da lui preferita.

## Carriera

### Club
Muove i suoi primi passi nel settore giovanile del Grasshoppers con cui esordisce il 18 luglio 2007 a 16 anni in Grasshopper-San Gallo (2-0), partita di esordio della Super League. Nonostante la giovane età rimane stabilmente nel giro della prima squadra, firmando il suo primo contratto da professionista legandosi agli svizzeri per tre anni.
Termina la sua prima annata tra i professionisti con 22 presenze in campionato e due in Coppa Svizzera.
Il 28 agosto 2008 scende in campo dal 1' nell'incontro disputato contro il Lech Poznań (terminato 0-0), valido per l'accesso alla fase a gironi di Coppa UEFA, esordendo nelle competizioni europee. In precedenza aveva preso parte alla coppa Coppa Intertoto, venendo schierato titolare in Grasshoppers-Besa Kavajë (2-1), valevole per il secondo turno della competizione.
Il 17 agosto 2010 si trasferisce in Italia, firmando con il Parma. Esordisce in Serie A il 6 marzo 2011 contro il ChievoVerona, sostituendo Daniele Galloppa al 77'.
Il 28 giugno 2012 passa al Padova con la formula del prestito con diritto di riscatto da parte del Padova e contro riscatto da parte del Parma. Il 25 gennaio 2013 passa a titolo temporaneo al Grosseto. Esordisce con i toscani alla prima partita utile, il 26 gennaio contro il Cittadella, subentrando al 63' al posto di Federico Barba, rendendosi autore di una discreta prestazione.
Il 30 agosto 2013 viene tesserato dal Losanna, in Svizzera. Il 19 agosto 2014 firma un contratto annuale con il Duisburg, nella terza serie tedesca. Il 19 dicembre 2017 - dopo aver trascorso un anno tra Spagna e Galles, al Cardiff City, con cui a novembre aveva firmato un accordo di due mesi - i Los Angeles Galaxy ne annunciano l'ingaggio a parametro zero.

### Nazionale

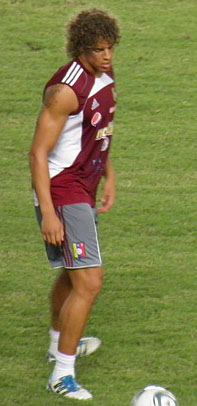
Feltscher in allenamento con la Nazionale venezuelana

Nonostante in precedenza avesse indossato le maglie delle selezioni nazionali giovanili svizzere, il 4 ottobre 2011 ha accettato la convocazione della selezione venezuelana per il doppio impegno contro Ecuador e Argentina, incontri di qualificazione al Mondiale 2014 senza tuttavia scendere in campo. Esordisce in nazionale il 16 novembre successivo contro la Bolivia (1-0) subentrando al 77' al posto di Giancarlo Maldonado.
Viene convocato per la Copa América Centenario negli Stati Uniti.

## Statistiche

### Presenze e reti nei club
Statistiche aggiornate al 27 gennaio 2024.
| Stagione            | Squadra             | Campionato          | Campionato | Campionato | Coppe nazionali | Coppe nazionali | Coppe nazionali | Coppe continentali | Coppe continentali | Coppe continentali | Altre coppe | Altre coppe | Altre coppe | Totale | Totale |
| Stagione            | Squadra             | Comp                | Pres       | Reti       | Comp            | Pres            | Reti            | Comp               | Pres               | Reti               | Comp        | Pres        | Reti        | Pres   | Reti   |
| ------------------- | ------------------- | ------------------- | ---------- | ---------- | --------------- | --------------- | --------------- | ------------------ | ------------------ | ------------------ | ----------- | ----------- | ----------- | ------ | ------ |
| 2007-2008           | Grasshoppers        | SL                  | 23         | 0          | CS              | 2               | 0               | -                  | -                  | -                  | -           | -           | -           | 25     | 0      |
| 2008-2009           | Grasshoppers        | SL                  | 21         | 0          | CS              | 3               | 0               | Int+CU             | 1+1                | 0                  | -           | -           | -           | 26     | 0      |
| 2009-2010           | Grasshoppers        | SL                  | 21         | 0          | CS              | 0               | 0               | -                  | -                  | -                  | -           | -           | -           | 21     | 0      |
| Totale Grasshoppers | Totale Grasshoppers | Totale Grasshoppers | 65         | 0          |                 | 5               | 0               |                    | 2                  | 0                  |             | -           | -           | 72     | 0      |
| 2010-2011           | Parma               | A                   | 3          | 0          | CI              | 0               | 0               | -                  | -                  | -                  | -           | -           | -           | 3      | 0      |
| 2011-2012           | Parma               | A                   | 4          | 0          | CI              | 1               | 0               | -                  | -                  | -                  | -           | -           | -           | 5      | 0      |
| Totale Parma        | Totale Parma        | Totale Parma        | 7          | 0          |                 | 1               | 0               |                    | -                  | -                  |             | -           | -           | 8      | 0      |
| 2012-gen. 2013      | Padova              | B                   | 6          | 0          | CI              | 0               | 0               | -                  | -                  | -                  | -           | -           | -           | 6      | 0      |
| gen.-giu. 2013      | Grosseto            | B                   | 15         | 0          | CI              | -               | -               | -                  | -                  | -                  | -           | -           | -           | 15     | 0      |
| 2013-2014           | Losanna             | SL                  | 8          | 0          | CS              | 0               | 0               | -                  | -                  | -                  | -           | -           | -           | 8      | 0      |
| 2014-2015           | Duisburg            | DL                  | 26         | 0          | CG              | 1               | 0               | -                  | -                  | -                  | -           | -           | -           | 27     | 0      |
| 2015-2016           | Duisburg            | ZL                  | 27+1       | 2          | CG              | 1               | 0               | -                  | -                  | -                  | -           | -           | -           | 29     | 2      |
| 2016-gen. 2017      | Getafe              | SD                  | 7          | 0          | CR              | 0               | 0               | -                  | -                  | -                  | -           | -           | -           | 7      | 0      |
| gen.-giu. 2017      | Real Saragozza      | SD                  | 9          | 0          | CR              | -               | -               | -                  | -                  | -                  | -           | -           | -           | 9      | 0      |
| 2018                | Los Angeles Galaxy  | MLS                 | 15         | 1          | USOC            | 0               | 0               | -                  | -                  | -                  | -           | -           | -           | 15     | 1      |
| 2019                | Los Angeles Galaxy  | MLS                 | 25+1       | 1+1        | USOC            | -               | -               | -                  | -                  | -                  | -           | -           | -           | 26     | 2      |
| 2020                | Los Angeles Galaxy  | MLS                 | 17         | 0          |                 | -               | -               | -                  | -                  | -                  | -           | -           | -           | 17     | 0      |
| Totale LA Galaxy    | Totale LA Galaxy    | Totale LA Galaxy    | 57+1       | 2+1        |                 | -               | -               |                    | -                  | -                  |             | -           | -           | 58     | 3      |
| gen.-giu. 2021      | Kickers Würzburg    | ZL                  | 19         | 0          | CG              | -               | -               | -                  | -                  | -                  | -           | -           | -           | 19     | 0      |
| 2021-2022           | Duisburg            | DL                  | 28         | 0          | -               | -               | -               | -                  | -                  | -                  | -           | -           | -           | 28     | 0      |
| 2022-2023           | Duisburg            | DL                  | 17         | 2          | -               | -               | -               | -                  | -                  | -                  | -           | -           | -           | 17     | 2      |
| 2023-2024           | Duisburg            | DL                  | 17         | 0          | -               | -               | -               | -                  | -                  | -                  | -           | -           | -           | 17     | 0      |
| Totale Duisburg     | Totale Duisburg     | Totale Duisburg     | 115+1      | 4          |                 | 2               | 0               |                    | -                  | -                  |             | -           | -           | 118    | 4      |
| Totale carriera     | Totale carriera     | Totale carriera     | 310        | 7          |                 | 8               | 0               |                    | 2                  | 0                  |             | -           | -           | 320    | 7      |

### Cronologia presenze e reti in nazionale
| Cronologia completa delle presenze e delle reti in nazionale ― Venezuela | Cronologia completa delle presenze e delle reti in nazionale ― Venezuela | Cronologia completa delle presenze e delle reti in nazionale ― Venezuela | Cronologia completa delle presenze e delle reti in nazionale ― Venezuela | Cronologia completa delle presenze e delle reti in nazionale ― Venezuela | Cronologia completa delle presenze e delle reti in nazionale ― Venezuela | Cronologia completa delle presenze e delle reti in nazionale ― Venezuela | Cronologia completa delle presenze e delle reti in nazionale ― Venezuela |
| Data                                                                     | Città                                                                    | In casa                                                                  | Risultato                                                                | Ospiti                                                                   | Competizione                                                             | Reti                                                                     | Note                                                                     |
| ------------------------------------------------------------------------ | ------------------------------------------------------------------------ | ------------------------------------------------------------------------ | ------------------------------------------------------------------------ | ------------------------------------------------------------------------ | ------------------------------------------------------------------------ | ------------------------------------------------------------------------ | ------------------------------------------------------------------------ |
| 16-11-2011                                                               | San Cristóbal                                                            | Venezuela                                                                | 1 – 0                                                                    | Bolivia                                                                  | Qual. Mondiali 2014                                                      | -                                                                        | 77’                                                                      |
| 29-2-2012                                                                | Malaga                                                                   | Spagna                                                                   | 5 – 0                                                                    | Venezuela                                                                | Amichevole                                                               | -                                                                        | 72’                                                                      |
| 15-8-2012                                                                | Hokkaidō                                                                 | Giappone                                                                 | 1 – 1                                                                    | Venezuela                                                                | Amichevole                                                               | -                                                                        |                                                                          |
| 8-9-2012                                                                 | Lima                                                                     | Perù                                                                     | 2 – 1                                                                    | Venezuela                                                                | Qual. Mondiali 2014                                                      | -                                                                        | 77’                                                                      |
| 26-3-2013                                                                | Puerto Ordaz                                                             | Venezuela                                                                | 1 – 0                                                                    | Colombia                                                                 | Qual. Mondiali 2014                                                      | -                                                                        | 82’                                                                      |
| 7-6-2013                                                                 | La Paz                                                                   | Bolivia                                                                  | 1 – 0                                                                    | Venezuela                                                                | Qual. Mondiali 2014                                                      | -                                                                        | 81’                                                                      |
| 27-5-2016                                                                | San José                                                                 | Costa Rica                                                               | 2 – 1                                                                    | Venezuela                                                                | Amichevole                                                               | -                                                                        | 77’                                                                      |
| 5-6-2016                                                                 | Chicago                                                                  | Giamaica                                                                 | 0 – 1                                                                    | Venezuela                                                                | Coppa America Centenario - 1º turno                                      | -                                                                        |                                                                          |
| 9-6-2016                                                                 | Filadelfia                                                               | Uruguay                                                                  | 0 – 1                                                                    | Venezuela                                                                | Coppa America Centenario - 1º turno                                      | -                                                                        |                                                                          |
| 13-6-2016                                                                | Houston                                                                  | Messico                                                                  | 1 – 1                                                                    | Venezuela                                                                | Coppa America Centenario - 1º turno                                      | -                                                                        |                                                                          |
| 18-6-2016                                                                | Foxborough                                                               | Argentina                                                                | 4 – 1                                                                    | Venezuela                                                                | Coppa America Centenario - Quarti di finale                              | -                                                                        |                                                                          |
| 1-9-2016                                                                 | Barranquilla                                                             | Colombia                                                                 | 2 – 0                                                                    | Venezuela                                                                | Qual. Mondiali 2018                                                      | -                                                                        | 77’, 93’                                                                 |
| 11-10-2016                                                               | Mérida                                                                   | Venezuela                                                                | 0 – 2                                                                    | Brasile                                                                  | Qual. Mondiali 2018                                                      | -                                                                        |                                                                          |
| 10-11-2016                                                               | Maturín                                                                  | Venezuela                                                                | 5 – 0                                                                    | Bolivia                                                                  | Qual. Mondiali 2018                                                      | -                                                                        |                                                                          |
| 23-3-2017                                                                | Maturín                                                                  | Venezuela                                                                | 2 – 2                                                                    | Perù                                                                     | Qual. Mondiali 2018                                                      | -                                                                        | 44’                                                                      |
| 28-3-2017                                                                | Santiago del Cile                                                        | Cile                                                                     | 3 – 1                                                                    | Venezuela                                                                | Qual. Mondiali 2018                                                      | -                                                                        |                                                                          |
| 8-6-2017                                                                 | Boca Raton                                                               | Ecuador                                                                  | 1 – 1                                                                    | Venezuela                                                                | Amichevole                                                               | -                                                                        |                                                                          |
| 31-8-2017                                                                | San Cristóbal                                                            | Venezuela                                                                | 0 – 0                                                                    | Colombia                                                                 | Qual. Mondiali 2018                                                      | -                                                                        |                                                                          |
| 5-9-2017                                                                 | Buenos Aires                                                             | Argentina                                                                | 1 – 1                                                                    | Venezuela                                                                | Qual. Mondiali 2018                                                      | -                                                                        | 50’                                                                      |
| 7-9-2018                                                                 | Miami                                                                    | Venezuela                                                                | 1 – 2                                                                    | Colombia                                                                 | Amichevole                                                               | -                                                                        | 62’                                                                      |
| 10-9-2019                                                                | Tampa                                                                    | Colombia                                                                 | 0 – 0                                                                    | Venezuela                                                                | Amichevole                                                               | -                                                                        | 46’                                                                      |
| 10-10-2019                                                               | Caracas                                                                  | Venezuela                                                                | 4 – 1                                                                    | Bolivia                                                                  | Amichevole                                                               | -                                                                        | 77’                                                                      |
| 14-10-2019                                                               | Caracas                                                                  | Venezuela                                                                | 2 – 0                                                                    | Trinidad e Tobago                                                        | Amichevole                                                               | -                                                                        |                                                                          |
| 9-10-2020                                                                | Barranquilla                                                             | Colombia                                                                 | 3 – 0                                                                    | Venezuela                                                                | Qual. Mondiali 2022                                                      | -                                                                        | 79’                                                                      |
| 13-10-2020                                                               | Mérida                                                                   | Venezuela                                                                | 0 – 1                                                                    | Paraguay                                                                 | Qual. Mondiali 2022                                                      | -                                                                        | 54’                                                                      |
| 13-11-2020                                                               | San Paolo                                                                | Brasile                                                                  | 1 – 0                                                                    | Venezuela                                                                | Qual. Mondiali 2022                                                      | -                                                                        |                                                                          |
| 8-6-2021                                                                 | Caracas                                                                  | Venezuela                                                                | 0 – 0                                                                    | Uruguay                                                                  | Qual. Mondiali 2022                                                      | -                                                                        | 83’                                                                      |
| Totale                                                                   |                                                                          | Presenze                                                                 | 27                                                                       |                                                                          | Reti                                                                     | 0                                                                        |                                                                          |